# Noriaki Kinoshita
Noriaki Kinoshita (木下典明?, Kinoshita Noriaki; Osaka, 29 dicembre 1982) è un giocatore di football americano giapponese che milita nel ruolo di wide receiver negli Obic Seagulls.
Anche suo fratello Yoshihito è un giocatore di football americano.